# Barabinsk (huyện)
Huyện Barabinsk (tiếng Nga: ? райо́н) là một huyện hành chính tự quản (raion), của Tỉnh Novosibirsk, Nga. Huyện có diện tích 16 kilômét vuông. Trung tâm của huyện đóng ở Barabinsk.